# تدريس ميكانيكا الكم
تعتبر ميكانيكا الكم موضوعًا يصعب تدريسه بسبب طبيعته غير البديهية. وبما أن هذا الموضوع يقدم الآن في المدارس الثانوية المتقدمة، فقد طبق المعلمون المنهجية العلمية على عملية تدريس ميكانيكا الكم، من أجل تحديد المفاهيم الخاطئة الشائعة وطرائق تحسين فهم الطلاب.

## صعوبات التعلم الشائعة
تتراوح المفاهيم الخاطئة لدى الطلاب من التفكير الفيزيائي الكلاسيكي بالكامل، والنماذج المختلطة، إلى الأفكار شبه الكمومية. على سبيل المثال، إذا أسيء فهم مفهوم أن ميكانيكا الكم لا تصف مسارًا للإلكترونات أو الفوتونات، فقد يعتقد الطلاب أنها تتبع مسارات محددة (الكلاسيكية)، أو مسارات جيبية (مزيج)، أو أنها موجات وجسيمات في نفس الوقت (شبه الكم: "حيث يفهم الطلاب أن الأجسام الكمومية يمكن أن تتصرف كجسيمات وموجات، ولكن لا يزال لديهم صعوبة في وصف الأحداث بطريقة غير حتمية"). من بين المفاهيم التي يساء فهمها غالبًا ما يلي:
- لا تقدم مسلمات ميكانيكا الكم أي وصف لمسارات الإلكترونات أو الفوتونات،[1]
- سعة الموجة ليست مقياسًا للطاقة،
- معظم الحالات المقيدة ليس لها مدارات كلاسيكية مقابلة،
- من الناحية العملية، تعطي ميكانيكا الكم نتائج احتمالية وليست حتمية،[2][3][ا]
- عدم اليقين الجوهري بدلاً من خطأ القياس.[2]

تنشأ المشكلات أيضًا من سوء فهم المفاهيم الكلاسيكية المتعلقة بالمفاهيم الكمومية، مثل الفرق بين الطاقة الضوئية وشدة الضوء.